# Стаматовић
Стаматовић је српско презиме, настало од мушког имена Стамат, а само је изведено од грчког имена Стаматис што значи „запушач“ (стамата значи „зауставити“). Познате особе са овим презименом су:
- Александар Стаматовић (рођен 1967), црногорски историчар
- Станоје Главаш (1763–1815), српски револуционар
- Урош Стаматовић (рођен 1976), српски фудбалер у пензији